# NGC 848
NGC 848 je galaksija u zviježđu Kit.

## Vanjske poveznice
- SEDS: NGC 848